# Ranjae Christian
Ranjae Christian (Antígua e Barbuda, 18 de dezembro de 1977), é um futebolista antiguano que atua como zagueiro. Atualmente, joga pelo Parham.
Em 2011 Christian se transferiu para o Antigua Barracuda, antes da primeira participação do clube na United Soccer Leagues Professional Division. Ele fez sua estréia pelo time em 27 de abril de 2011, na vitória por 7 a 0 sobre Puerto Rico United. Christian marcou o sétimo gol da equipe no minuto 78 do jogo.
Christian fez a sua estreia pela Seleção Antiguana de Futebol em 2000. Ele representou seu país nas eliminatórias para as Copas do Mundo da FIFA de 2002, 2006 e 2010, e também fez parte do elenco de Antígua e Barbuda que participou da fase final do Copa do Caribe de 2010.